# Civil War (EP)
A Civil War a Guns N’ Roses amerikai hard rock együttes harmadik EP-je, mely 1993. május 24-én jelent meg. A lemezt az azonos című dal után nevezték el.

## A dalok listája
| 1. | Civil War (LP version)         | Axl Rose, Slash, Duff McKagan | 7:36 |
| 2. | Garden of Eden (LP version)    | Rose, Slash                   | 2:36 |
| 3. | Dead Horse (LP version)        | Rose                          | 4:11 |
| 4. | Exclusive Interview with Slash |                               | 7:21 |

| 1. | Civil War (LP version)         | Rose, Slash, McKagan | 7:36 |
| 2. | Garden of Eden (LP version)    | Rose, Slash          | 2:36 |
| 3. | Exclusive Interview with Slash |                      | 7:21 |

| 1. | Civil War (LP version)         | Rose, Slash, McKagan   | 7:36 |
| 2. | Don't Damn Me (LP version)     | Rose, Slash, Dave Lank | 5:12 |
| 3. | Back Off Bitch (LP version)    | Rose, Paul Tobias      | 4:57 |
| 4. | Exclusive Interview with Slash |                        | 7:21 |

## Közreműködők
| Guns N' Roses - Axl Rose – ének, hangeffektus a Garden of Eden dalban - Slash – gitár - Izzy Stradlin – ritmusgitár, háttérvokál - Duff McKagan – basszusgitár, háttérvokál - Matt Sorum – dob, ütőhangszer, háttérvokál - Dizzy Reed – billentyű | Egyéb közreműködők - Steven Adler – dob a Civil War dalban - Johann Langlie – szintetizátor, programozás a Garden of Eden dalban - Mike Clink – diótörő a "Dead Horse" dalban, producer, hangmérnök - Bill Price – keverés - George Marino – masztering |

## Külső hivatkozások
- A Guns N' Roses hivatalos oldala